# قطعنامه ۱۵۹۴ شورای امنیت
قطعنامه  ۱۵۹۴ شورای امنیت سازمان ملل متحد که در تاریخ ۰۴ آوریل ۲۰۰۵ تصویب شد، سندی بین‌المللی دربارهٔ بررسی وضعیت در ساحل عاج است. این قطعنامه طی نشست ۵۱۵۹ام با ۱۵ رای موافق، ۰ مخالف و ۰ ممتنع تصویب شد.